# O dwóch takich, co ukradli księżyc (album)
O dwóch takich, co ukradli księżyc – piąty album zespołu Lady Pank, wydany w 1986 roku przez wydawnictwo PolJazz.
Piosenki z płyty są ilustracją muzyczną do serialu rysunkowego dla dzieci pod tym samym tytułem. Uzupełnieniem muzycznym tego filmu jest następna płyta zespołu, wydana w 1988 roku pt. O dwóch takich, co ukradli księżyc cz. 2.

## Lista utworów
Strona A
1. „Dwuosobowa banda” (muz. J. Borysewicz; sł. A. Mogielnicki) – 1:02
2. „Siedmioramienna tęcza” (muz. J. Borysewicz; sł. A. Mogielnicki) – 3:17
3. „Matka” (muz. J. Borysewicz) – 1:32
4. „Marchewkowe pole” (muz. J. Borysewicz; sł. A. Mogielnicki) – 3:53
5. „Hrabia” (muz. J. Borysewicz; sł. A. Mogielnicki) – 3:09
6. „Wędrówka” (muz. J. Borysewicz; sł. A. Mogielnicki) – 2:48
7. „Awantura” (muz. J. Borysewicz; sł. A. Mogielnicki) – 2:43

Strona B
1. „Czarownik” (muz. J. Borysewicz; sł. A. Mogielnicki) – 3:40
2. „Chmurka” (muz. J. Borysewicz; sł. A. Mogielnicki) – 2:08
3. „Latający kot” (muz. J. Borysewicz; sł. A. Mogielnicki) – 3:08
4. „Oaza” (muz. J. Borysewicz; sł. A. Mogielnicki) – 3:36
5. „Lew” (muz. J. Borysewicz; sł. A. Mogielnicki) – 2:26
6. „Galop strażników” (muz. J. Borysewicz) – 2:07

## Twórcy
- Jan Borysewicz – gitara, gitara basowa, perkusja, śpiew, instrumenty klawiszowe
- Janusz Panasewicz – śpiew
- Jerzy Grunwald – wokalista w utworze „Oaza”
- Urszula Mogielnicka – chórki

Realizacja nagrań:
- Włodzimierz Kowalczyk i Tadeusz Czechak

Projekt graficzny:
- Leszek Gałysz